# Hlíva plicní
Hlíva plicní (Pleurotus pulmonarius (Fr.) Quél.) je jedlá dřevokazná houba z čeledi hlívovitých.

## Popis
Klobouk je slonovinově nebo špinavě bělavý až světle žlutohnědý, 5–12 cm široký . Je velmi podobná hlívě ústřičné, která je však šedomodré barvy a roste na podobných stromech avšak od října do prosince.

## Výskyt
Roste od května do listopadu, na živých nebo odumřelých kmenech listnatých stromů, nejčastěji na bucích a na lípách.

## Použití v kuchyni
Hlíva plicní je jedlá houba s všestranným použitím jak do hotových jídel, tak k nakládání do octa nebo sušení.